# Masked Rider
Masked Rider es una serie estadounidense del género tokusatsu. Fue transmitido por primera vez  Fox Kids en el año 1996. Está  basada en Kamen Rider Black RX.

## Trama
El príncipe Dex del planeta Edenoi viaja a la tierra para evitar que su tío la destruya. Dex es adoptado por una familia del pueblo de Leewood. Ya en la tierra crea una cueva, con dos vehículos con diferentes personalidades. Para activar sus poderes, gritaba "Ecto-phase Activate! Masked Rider!" (¡Activar Ecto Fase! ¡Masked Rider!)

## Héroe
| Actor       | Personaje   | Título                                                       |
| ----------- | ----------- | ------------------------------------------------------------ |
| T.J Roberts | Dex Stewart | Masked Rider/Masked Rider Super Gold/Masked Rider Super Blue |

## Aliados
- Ferbus: Amigo y mascota de Dex. Ferbus es un animal peludo con dos patas y un pico. Tan solo quiere estar junto a Dex. Ferbus tiene un gran apetito y puede causar algunos problemas a veces, pero afortunadamente, Dex acude a su rescate siempre en el momento oportuno. Cuando llegaron por primera vez Ferbus, Molly y Albee había que ocultarlo debido a las alergias; una vez que él mismo se reveló, Ferbus fue aceptado como parte de la familia.

- Hal Stewart: Padre adoptivo de Dex en la Tierra, es un inventor a tiempo parcial. Su área de trabajo está lleno de basura y una variedad de piezas recicladas. A pesar del fallo de varios de sus experimento, ha inventado muy útiles elementos con la ayuda de Dex. Una de sus creaciones más exitosas es la alarma detectora de intrusos que se activa cuando el conde Dregon o sus agentes entran en el radio de la casa. Hal era alérgico a los animales con pelo, pero después desarrollada una tolerancia alrededor Ferbus.

- Barbara Stewart: Madre adoptiva de Dex en la Tierra. Ella trabaja como un servicio de tiempo parcial y como un ama de casa. Barbara mantiene en los ojos sobre el bienestar de su familia y su esposo.

- Molly Stewart: La hermana adoptiva de Dex en la Tierra. Molly siempre intenta dirigir Dex en la dirección correcta y le ayudará a adaptarse a la vida en la Tierra. Desde su llegada, desarrollan una fuerte relación de hermanos. A su vez, Dex, siempre apoya a Molly con sus habilidades.

- Albee Stewart: El hermano adoptivo de Dex en la Tierra. Albee habla con Dex usando entusiasmo como cualquier hermano pequeño. Siempre trata de ayudar a Dex a acostumbrarse a la Tierra mediante el fomento de él a ver una gran cantidad de la televisión, pero a veces la ayuda de Albee puede en ocasiones dar lugar a Dex actuando extraño en público.En un episodio, sueña que obtuvo los poderes de Masked Rider, ahí el conde Dregon pone a Albee a un duelo a muerte en una Triple Batalla contra tres Insectivores duros, pero Albee logra destruirlos a todos.

## Episodios
- 1. Escape A Edenoi, parte 1
- 2. Escape A Edenoi, parte 2
- 3. Licencia de emocionar
- 4. Animal doméstico Nappers
- 5. Insectos Sueltos
- 6. As de Los Videojuegos
- 7. Super Gold, parte 1
- 8. Super Gold, parte 2
- 9. El factor de la abuela
- 10. Algo inútil
- 11. Agua-agua por todos lados
- 12. La primera Navidad de Ferbus
- 13. Extranjero del norte
- 14. Danza loca
- 15. El monstruo de ojos verdes
- 16. El calor está prendido
- 17. Conozca a su vecino
- 18. La rociada
- 19. Batalla de las vendas
- 20. Ferbus Maximus
- 21. Unmasked Rider
- 22. Ferbus' Día hacia fuera
- 23. Desempleado
- 24. De nuevo a la naturaleza
- 25. Prueba de 1, 2, 3
- 26. Arreglo de cuentas en Leawood alto
- 27. Energía hacia fuera
- 28. Invasión de la mañana de sábado
- 29. Pasajero Ferbus
- 30. Dobles mezclados
- 31. Millón de dólares Ferbus
- 32. Ectophase Albee
- 33. Raza contra tiempo
- 34. Gato-Atómico
- 35. Indigestión
- 36. Dex en el palo
- 37. El ojo de Edenoi
- 38. Salga Nefaria, Entra Barbaria
- 39. Detención
- 40. La invasión de Leawood

## Arsenal
- Ride Cinturon: Morpher de Masked Rider. Para Activarlo se Grita ¡Estoplasma Activate!.
- Electro Sable: Es el arma principal de Masked Rider. Es muy similar a la espada de Star Wars.
- Armadura Super Gold: Con esta armadura se activa el Super Gold.
- Ecto Rayo: Este Rayo es Usado por el Super Gold.
- Armadura Super Blue: Con esta armadura se activa el Super Blue.

- Datos: Q738633